# Lázár-kastély (Gyergyószárhegy)
A gyergyószárhegyi Lázár-kastély az erdélyi reneszánsz építészet egyik legszebb alkotása, a falu központjától 200 méterre látható. Hargita megye műemlékeinek hivatalos jegyzékében műemlék épületként szerepel.

## Története
A mai épületegyüttes elődje a 15. századi András udvarház, melynek legkorábbi lakótornyát 1450-ben készítették. 
A nemesi lakot a 16. és 17. század folyamán többször is átépítették. Az egyik ilyen felújítást 1532-ben, Lázár János végeztette, melyet a boltíves előszoba falán lévő 1532-es évszám is igazol. 
A hagyomány szerint abban az épületben töltötte gyermekkorát az 1590-es években Bethlen Gábor erdélyi fejedelem.
A legnagyobb építkezést a 17. század első felében végezték, akkor alakították át az épületet reneszánsz stílusúvá. Építtetője Lázár István Csík-, Gyergyó- és Kászonszék főkirálybírája volt, aki az Erdélyben meghonosodott új divat szellemében újíttatta fel a kastélyállt. 1629–1631 között készült el a majdnem szabályos téglalap alakú, 100×75 méteres védőöv, a homlokzati oldalon pártázatos oromdíszekkel, ugyanakkor készültek a főhomlokzat olaszbástyás saroktornyai. Mindkét bástyán címert, feliratot, dátumot is elhelyeztek, ott olvasható az építkezést befejező 1632-es évszám is.
Az udvarban a magas falak mentén az egykori gazdasági épületek állottak, konyha, kemence, cselédlakás, katonai lakás, kút, kovácsműhely, istálló.
A 17. század második felében készült el a Veres-torony.
A Rákóczi-szabadságharc idején az épületegyüttes egy része a védőfalak mentén húzódó díszlépcsős, loggiás késő reneszánsz udvarház elpusztult amelyet a későbbiekben felfújtattak. 
1748-ban a kastély újabb tűz áldozatává vált, a felújítások során az épületnek csak egy részét javíttatták ki. 
1853-ig a kastélyban Lázár Zsigmond és felesége lakott.
1872-ben a kastélyt újból tűz pusztította, de akkor már használaton kívül állt. A birtok utolsó tulajdonosai gr. Lázár Jenő (1845-1900) és borsodi Bors Ludmilla Emanuela Rudolfien két leánya: Eleonóra (1871-1952) és Margit (1872-1954) voltak. 
Az elhagyatott, és romos várkastélyt 1970-ben részben restaurálták, de ezek a munkálatok rövidesen félbeszakadtak. 
1974 óta a kastélyban alkotótáborokat rendeznek, az ott készült képzőművészeti alkotások egy részét az újjáépített Tanácsteremben állítják ki. A helyreállítást az 1980-as évek elején ismét megkezdték, a már felújított bástyákban múzeumot rendeztek be.
A kastélyban a közelmúltig Hargita Megye Tanácsának egyik alintézménye, a Szárhegyi Kulturális és Művészeti Központ működött. 
2019-től a szárhegyi Lázár grófok leszármazottainak, a Dél-Amerikában élő Berczely és a Gyergyószárhegyen élő Vormair család tulajdonát képezi. A kastély 2022-ben nyitotta meg kapuit a közönség előtt. Múzeumként működik, ahol jeles eseményeket is rendeznek.

## Leírása
A 17. századi erdélyi építészet egyik legszebb alkotása, a gyergyószárhegyi Lázár-kastély pártázatos reneszánsz épület Székelyföld legvonzóbb főúri hajléka volt. 
Boltíves előszobájában 1532-ből származó gót betűs felirat olvasható Cristus Maria 1532. 
A nagy területet elfoglaló várkastély a hegy lejtőjén, négyszög alakban épült, szögletein egy-egy négyszögű bástyával, a déli falának közepén kiugró emeletes, kapubástyának is nevezett boltíves bejárattal. A bejárat két oldalát pártázatos díszesen tagolt, fülkés díszítésű, reneszánsz ízlésű fal köti össze a sarokbástyákkal. A falakat és a két bástyát azonos színnel festett falképek díszítették, melyek azonban ma már csak nyomaikban figyelhetők meg. 
1629-1631 között készült el a majdnem szabályos téglalap alakú, 100x75 méteres védőöv, a homlokzati oldalon pártázatos oromdíszekkel, és a főhomlokzat olaszbástyás saroktornyai. A két sarokbástya alsó szintjén lőrések vannak, az emeleten lőrések és szuroköntők váltakoznak. Az első emeleti részen nagyméretű, háromszögű oromzattal készült ablakok találhatók. A délnyugati építési dátuma 1631, felirata: IHS.
Az építkezésnél felhasználták a szárhegyi fehér márványt, a festésénél pedig a falu határában található vörös földet.
A kúria kastéllyá épülése tehát a 17. század első felében történt. 1632-ben fejeződött be.
A Veres-torony egy későbbi, a 17. század második feléből származó építkezés eredménye. 
A védőfalak mentén a belső részen egy díszlépcsős, loggiás késő reneszánsz udvarház állt. 
Az épület ezen részét a Rákóczi-szabadságharc idején a császári seregek felgyújtották. A későbbiekben Lázár Ferenc újjáépítette, kétmenetessé alakíttatta át a kapuépületet. Az északi homlokzathoz egy barokk lakószárnyat csatoltak.  
1748-ban történt újabb tüzeset következtében megrongálódott kastélyt csak részben javíttatták ki. Az Asszonyok háza a délkeleti, hétszögű torony előtti részen, a déli falszakasz mentén található. 
A központi épület keleti oldalán lévő Tanácsterem, egy 20. századi újjáépítés alkalmával készült, amelyet egy 17. századi rekonstruált kazettás mennyezettel egészítettek ki és faragott bútorokkal rendezték be.

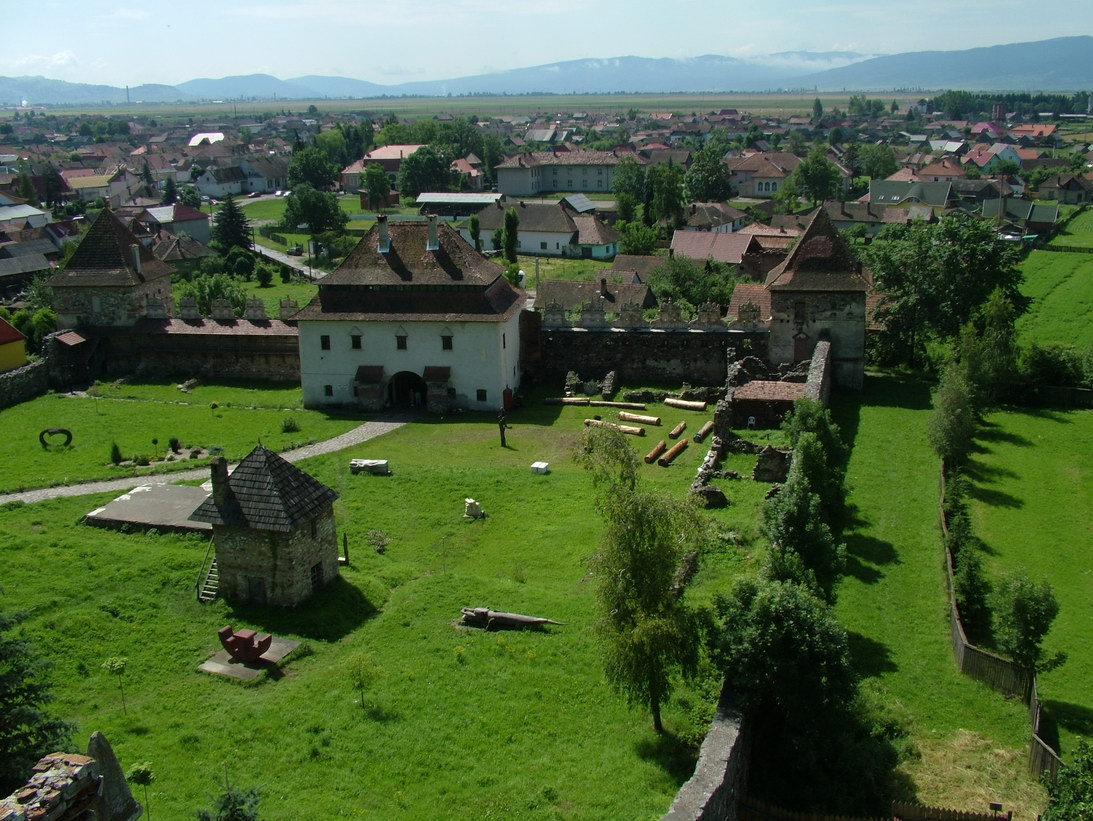
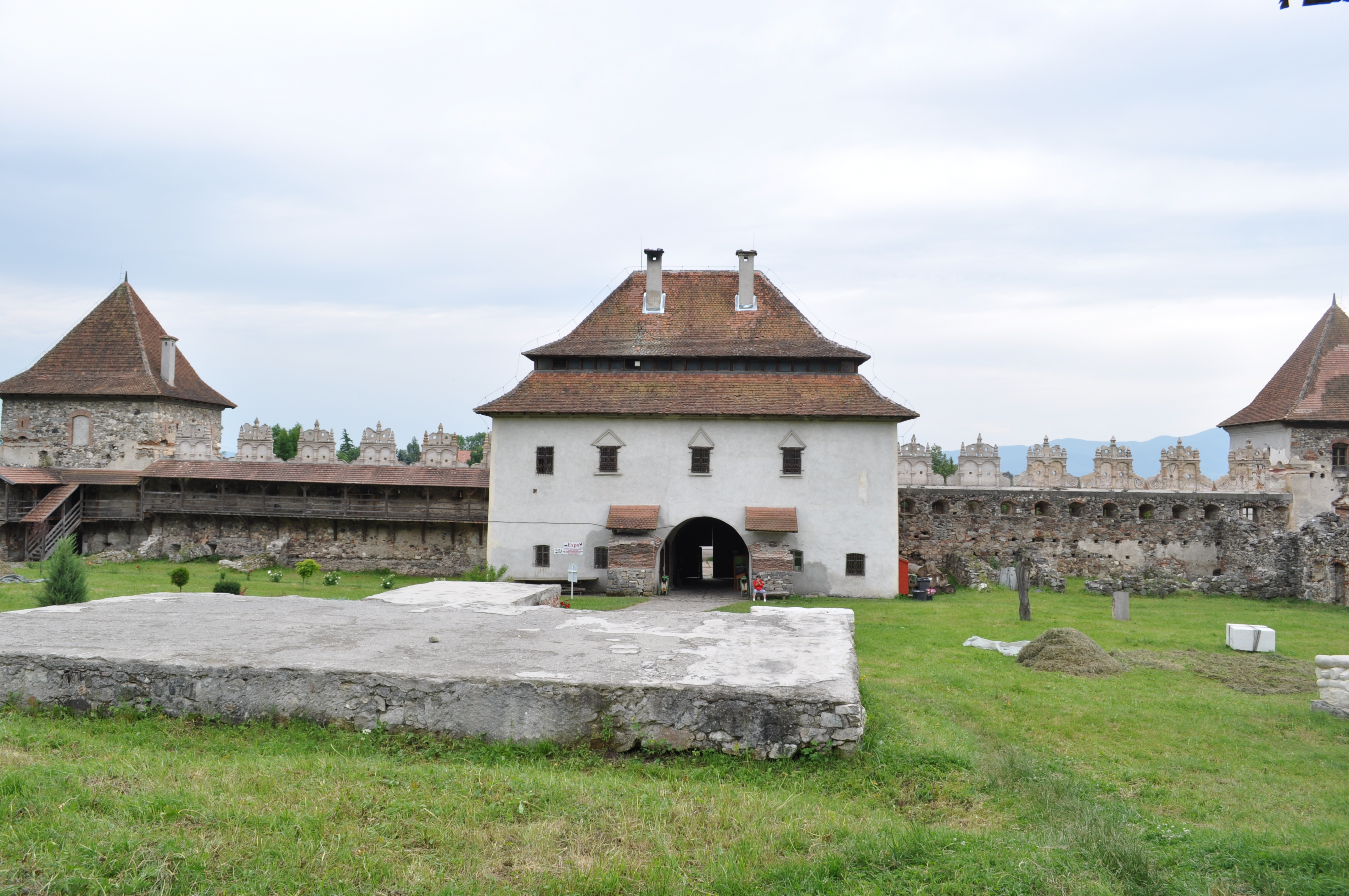
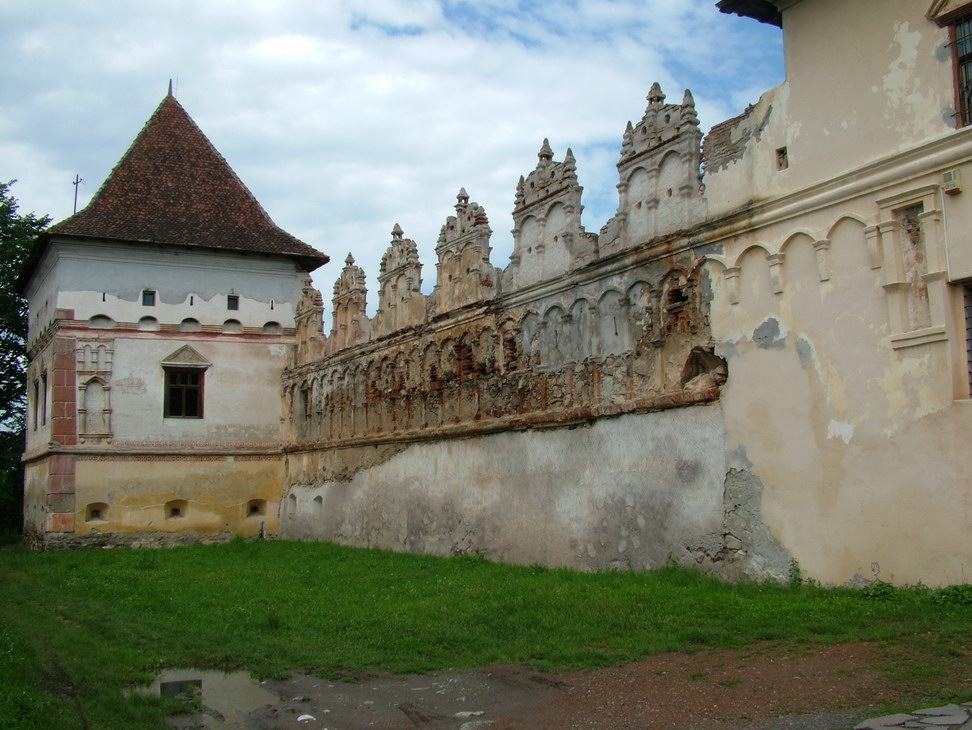
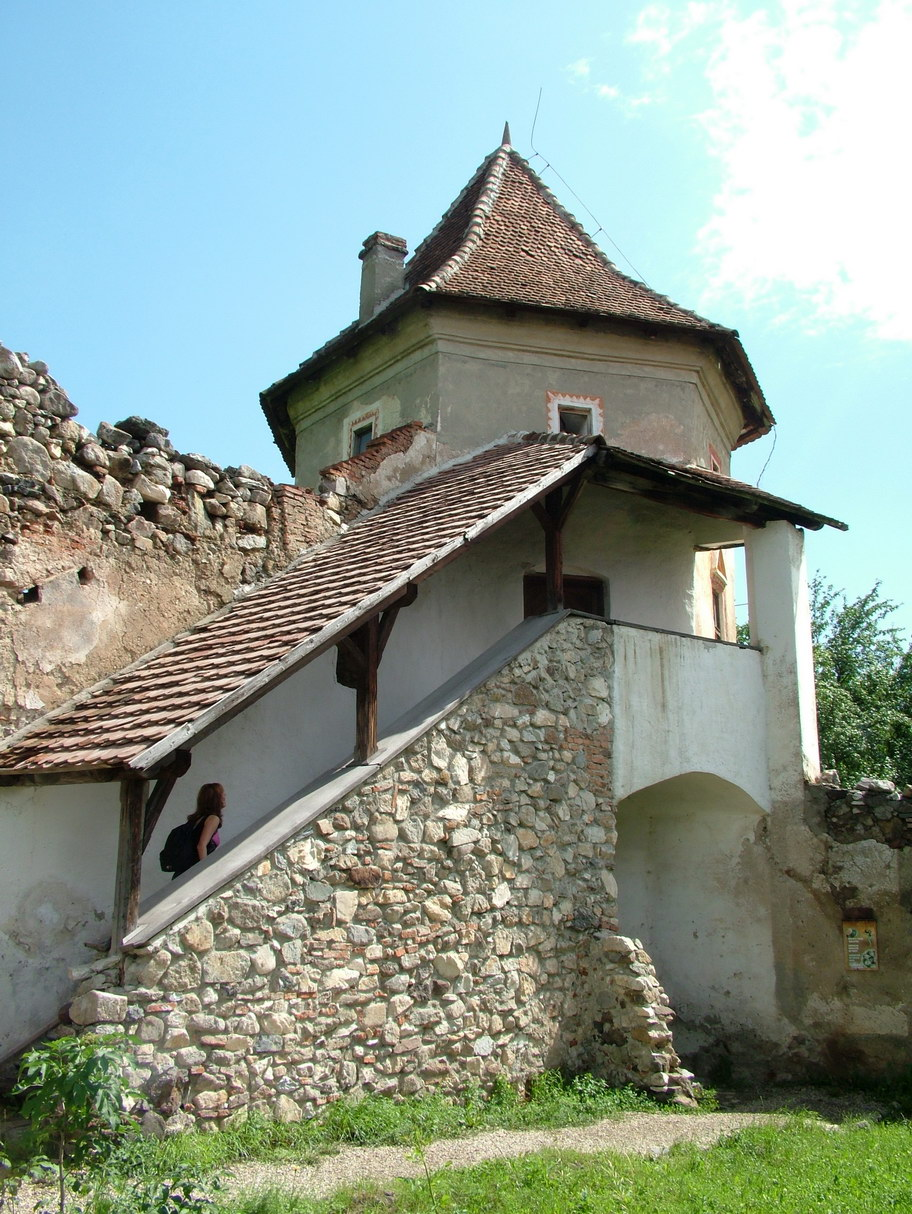
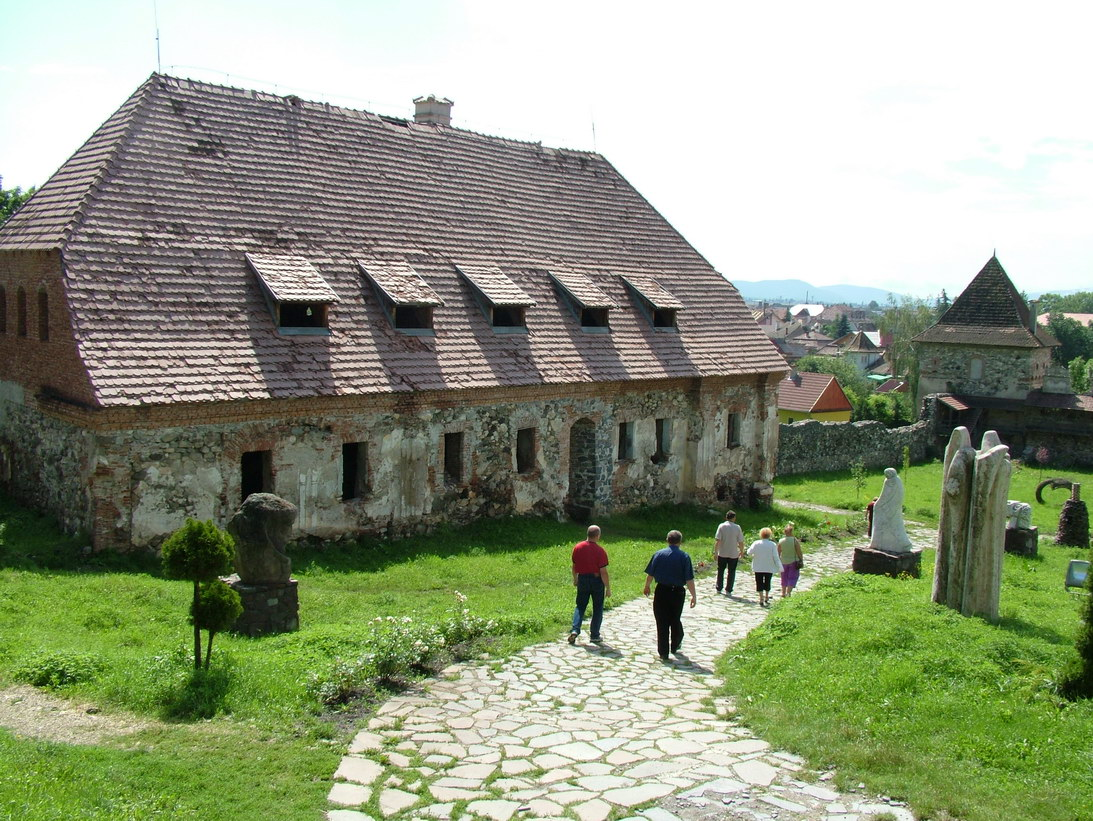
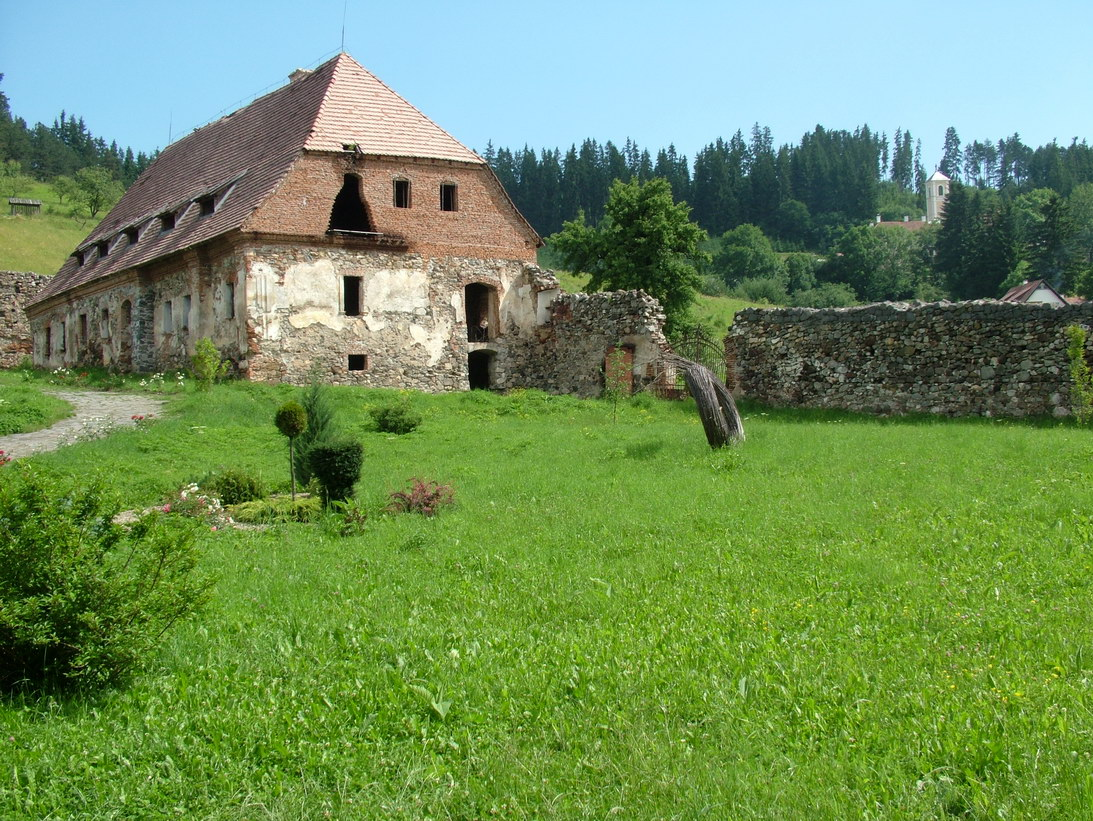
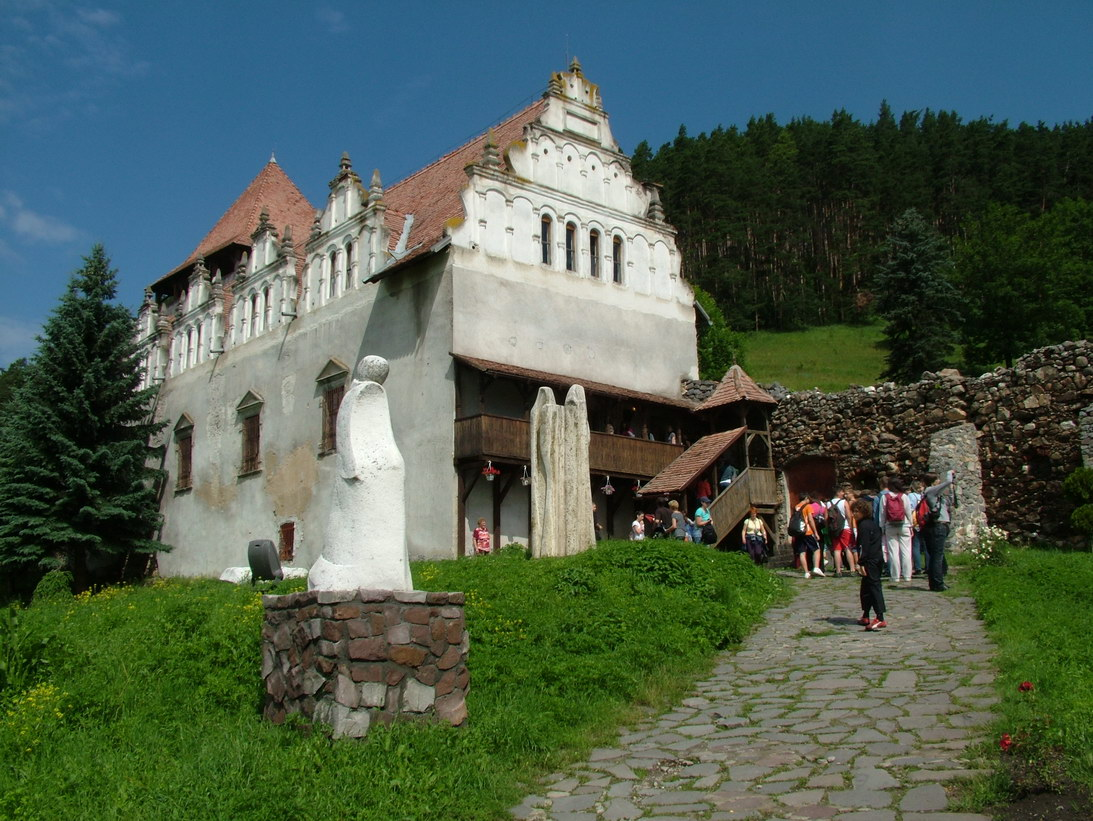

## Építtetői, tulajdonosai, lakói
A Lázár család legelső tagja a csíkszenttamási Lázár Bernát, 1400 körül székbíróként szerepel az okiratokban, aki 1462-ben már Csik-, Gyergyó- és Kászonszék főkirálybírája.
Lázár András mint Csík-, Gyergyó és Kászonszék fokirálybírója, akinek nevéhez fűződik a szárhegyi kúriának bástyákkal és várfalakkal való körülvétele. 1590-1594 között Lázár András Szárhegyen nevelte Bethlen Gábort, Erdély későbbi fejedelmét. 
Lázár István feleségével együtt 1626-ban részt vett Bethlen Gábor és Brandenburgi Katalin esküvőjén. Lázár István 1631 körül átalakíttatta a kastélyt, bástyákkal, várfalakkal és várárokkal vette körül.
Ifjú Lázár István (1626-1679) ugyancsak Csík-, Gyergyó- és Kászonszék királybírája, a gyergyói székely lovasság vezére és II. Rákóczi György egyik főembere volt.
Lázár Ferenc Csík-, Gyergyó és Kászonszék főkapitánya, akinek nevéhez fűződik a kastély felújíttatása. 1773-ban egyszerre három Lázár-család lakta a kastélyt, Lázár Ferenc halála után özvegye és gyermekei nem tudtak megegyezni a vagyonon, így a birtokot három részre osztották fel. A kastély utolsó lakójaként Lázár Zsigmondot említik, aki az 1748-as nagy tűzvész után még az épen maradt központi részben lakott.
1707-ben a kurucpárti Lázár Ferenc ellen indított megtorló akció során a labancok a kastélyt felégették, később Lázár Ferenc a romos kastélyt kijavíttatta. Neki tulajdonították a „nagy palota" lovagterem építését, amelyben akkoriban a széki
gyűléseket tartották. 
A kastély utolsó lakójaként 1853-ban Lázár Zsigmondot és feleségét említik. A kastély nemcsak lakása volt a Lázároknak, hanem fontos adminisztratív és élelembegyűjtő központjuk is. 
A romkastélyt 1980-tól gyergyószentmiklósi múzeum vette gondozásba. Ásatásokat végeztek, amelyek során régi építkezések nyomaira bukkantak.
1967-ben kezdték restaurálni kezdetben a bástyákat újították fel a munkálatokkal lépésről haladtak. Elkészült a főépületből a központi épületrész a galéria, majd az épület hátsó részében levő Lovagterem vagyis a Tanácsterem, azután az Asszonyok házát a Túrós bástyáját javították ki. A Lovagteremben faragott bútorok, erdélyi nemesi címerekkel díszített székek, vaslámpák láthatók. Az eredeti kazettás mennyezetet is visszaállították. 
Gyergyószárhegy napjainkban a hazai képzőművészet közös műhelyévé vált. A kastélyban képzőművészeti kiállítások színhelye. A Barátság Képzőművészeti Galéria a kastély nyolc, nagytermes kapubástyájában és a Lovagteremben kapott helyet. A galéria a hazai képzőművészet utóbbi évtízedeinek keresztmetszetét nyújtja, ahol több nemzedék képviselteti magát. 
Jelentős alkotók: Aurel Ciupe (Sétány olajfestménye), Băndărău Nicolae (Harcos c. szobra), Grigore Patrichi (Figura c. alkotása), Gaál András (Kőbánya c. olajfestménye), Liviu Suhar (Farsang c. olajfestménye), Barabás István (A mezőn c. olajfestménye), Dalia József (A festő c. olajfestménye), Dumitrescu Mircea (Folyosó színes rajza), Bálint Károly (Ifjúság c. márványszobra). Itt látható Bethlen Gábor szobra (Ferenc Ernő szobrászművész alkotása).
A Lovagterem feletti 300 négyzetméteres helyiségben kaptak helyet a grafikai munkák.
Az utóbbi években a kastélyért hosszas visszaszolgáltatási per zajlott. A Lázár örökösök 
mellett a birtok egykori intézőjének fia is jogot formált egy birtokrészre, amelyet az egykori gazdatiszt 1926-ban vásárolt meg a Lázároktól. Az épületegyüttes sorsáról egy, az új tulajdonosok által létrehozandó alapítvány dönt majd, de szándékuk szerint kulturális rendeltetése maradna a kastélynak.